# Domínio (biologia)

A hierarquia da classificação científica dos seres vivos

Domínio, superregnum, super-reino ou império é a designação dada em biologia ao táxon de nível mais elevado utilizado para agrupar os organismos numa classificação científica. O domínio agrupa os diferentes reinos, sendo a mais inclusiva das divisões taxonómicas em que se dividem as espécies que compõem a vida na Terra, o universo por vezes designado por superdomínio Biota. Apesar do número de domínios e do respectivo nome ser arbitrário, variando com a evolução do conhecimento científico e com as opiniões dominantes entre os que estudam a sistemática, a estrutura adaptada, por definição, reflete obrigatoriamente as diferenças evolucionárias fundamentais contidas no genoma dos seres vivos, agrupando-os de acordo com a sua estrutura biológica mais básica. Com o aparecimento da cladística, o conceito de domínio aparece associado ao do clado mais inclusivo em que se pretenda dividir o mundo vivo.

## História e evolução do conceito
A divisão do mundo natural em grandes domínios aparece como uma constante em todas as civilizações, fazendo parte da procura de uma organização básica do ambiente que caracteriza o pensamento humano.
No contexto da actual classificação científica, o conceito de domínio, apesar de recente, tem as suas raízes na filosofia greco-latina, em particular no pensamento de Aristóteles, que classificou todos os organismos vivos então conhecidos em plantas e animais. Os animais eram, por sua vez, subdivididos de acordo com o meio em que se moviam (terra, água e ar).
Esta divisão de Aristóteles, contida na sua obra De Anima (Sobre a alma), foi traduzida em 1172 pelo sábio Ibn Rushd (Averroes) para a língua árabe, e foi através desta via que a classificação aristotélica chegou aos nossos dias e inspirou muitos dos trabalhos taxonómicos iniciais. A partir dessa classificação básica, e depois de uma longa maturação durante a Renascença europeia, o conceito de categoria fundamental que permitisse dividir o mundo natural nas suas componentes básicas entrou na moderna linguagem científica através da obra de Carolus Linnaeus.
Aquele autor, na sua obra Systema Naturae, divide a natureza em três grandes categorias: mineral, vegetal e animal. Apesar de ter apelidado cada um destes grandes domínios da natureza como sendo reinos, a evolução posterior da nomenclatura científica levaria a que o conceito de reino fosse utilizado para designar os grandes grupos de organismos, perdendo a abrangência inicial.
Quando se consolidou a aceitação da unicidade da vida na Terra surgiu a necessidade de agrupar os reinos até então reconhecidos num taxon mais abrangente: o domínio.
Nas modernas taxionomias, o domínio aparece como a categoria de topo, agrupando os reinos de acordo com as suas características mais fundamentais. Vulgarizado após a publicação da proposta de clados elaborada por Carl Woese, o conceito de domínio ocupa hoje um lugar importante na classificação científica dos organismos, embora ainda não tenha encontrado aceitação unânime nem uma estruturação estável.

### A classificação de Carl Woese

Árvore filogenética baseada na configuração do rRNA, mostrando a separação dos grandes grupos biológicos: Bacteria; Archaea e Eukaryotes.

Carl Woese propôs em 1977 o agrupamento dos diferentes reinos da taxonomia tradicional em três grandes clados que designou por domínios. Nessa classificação, a categoria domínio é o segundo nível hierárquico de classificação científica dos seres vivos, depois da categoria suprema que enquadra todos os seres vivos, o superdomínio Biota.
Naquele sistema de classificação, frequentemente designado pelo Sistema dos Três Domínios, são considerados os seguintes agrupamentos:
- Domínio Eubacteria, que inclui as bactérias;
- Domínio Archaea, anteriormente chamado Archaebacteria, que inclui os procariontes que não recaem na classificação anterior;
- Domínio Eukaria, que inclui todos os eucariontes, os seres vivos com um núcleo celular organizado.

A classificação anterior não inclui os vírus dada a dificuldade em integrá-los entre os seres vivos devida à ausência de algumas das características definidoras de vida. Não obstante essas dificuldades, a que acresce que a nomenclatura utilizada é não binomial, surgiu uma classificação alternativa, criando um quarto domínio chamado Aphanobionta, composto exclusivamente pelos vírus.

### Outras classificações
Em alternativa à classificação de Carl Woese e suas variantes, tem vindo a ganhar favor uma classificação que divide a vida na Terra em três domínios, geralmente designados como os três super-reinos, tendo como base a estrutura fundamental do organismo:
- Super-reino Acytota, incluindo os organismos acelulares (vírus e priões);
- Super-reino Eukaryota, incluindo os organismos com célula eucariótica
- Super-reino Prokaryota, incluindo os organismos com célula procariótica

Uma alternativa consiste no agrupamento dos seres vivos nos seguintes domínios:
- Acytota, que engloba somente os vírus;
- Prokaryota, que engloba Eubacteria e Archaea;
- Eukaryota, que engloba somente os Eukaria.

Uma forma mais simples, embora menos realista pois ignora diferenças metabólicas básicas, é o sistema dos dois impérios, classificando os organismos em duas categorias básicas:
- Prokaryota ou Monera;
- Eukaryota.

No outro extremo da complexidade, mas com grande aceitação, sendo o sistema de uso mais generalizado, está o sistema dos seis reinos proposto por Cavalier-Smith, no qual os domínios de topo são simplesmente os reinos tradicionais da biologia moderna:
- Protista ou Protoctista:
- Archaebacteria;
- Eubacteria;
- Fungi;
- Plantae;
- Animalia.

Como todas estas formas de agrupar os seres vivos dependem, em última análise, do conhecimento da sequência genética de cada espécie, existe um número crescente de agrupamentos alternativos. Em resultado do extraordinário progresso conseguido nessa área da ciência, é de esperar uma veloz mutação conceptual, com novos agrupamentos a serem propostos em rápida sucessão. Daí que mais importante que decorar qualquer dos sistemas propostas, seja necessário entender o conceito e acompanhar a lógica subjacente a cada proposta.

### Progressão da classificação dos reinos e domínios
| Haeckel (1894) Três reinos | Whittaker (1969) Cinco reinos | Woese (1977) Seis reinos | Woese (1990) Três domínios | Cavalier-Smith (2004) Dois domínios e seis reinos | Cavalier-Smith (2004) Dois domínios e seis reinos |
| -------------------------- | ----------------------------- | ------------------------ | -------------------------- | ------------------------------------------------- | ------------------------------------------------- |
| Animalia                   | Animalia                      | Animalia                 | Eukarya                    | Eukaryota                                         | Animalia                                          |
| Plantae                    | Fungi                         | Fungi                    | Eukarya                    | Eukaryota                                         | Fungi                                             |
| Plantae                    | Plantae                       | Plantae                  | Eukarya                    | Eukaryota                                         | Plantae                                           |
| Plantae                    | Protista                      | Protista                 | Eukarya                    | Eukaryota                                         | Chromista                                         |
| Protista                   | Protista                      | Protista                 | Eukarya                    | Eukaryota                                         | Protista                                          |
| Protista                   | Monera                        | Eubacteria               | Bacteria                   | Prokaryota                                        | Bacteria                                          |
| Protista                   | Monera                        | Archeabacteria           | Archaea                    | Prokaryota                                        | Bacteria                                          |